# Бригадирское лесничество
Бригади́рское лесни́чество — посёлок в Первомайском районе Тамбовской области России. Входит в состав Новоспасского сельсовета.

## География
Находится в северо-западной части Тамбовской области, в лесостепной зоне, в пределах Окско-Донской низменной равнины, к западу от реки Иловай, на расстоянии примерно 15 км (по прямой) к югу от посёлка городского типа Первомайский, административного центра района. Абсолютная высота — 164 м над уровнем моря.

### Климат
Климат умеренно континентальный, относительно сухой, с холодной продолжительной зимой и тёплым летом. Средняя температура воздуха самого холодного месяца (января) — −11,5 — −10,5 °C (абсолютный минимум — −39 °C); самого тёплого месяца (июля) — 19,5 — 20,5 °C (абсолютный максимум — 40 °С). Среднегодовое количество атмосферных осадков варьирует в пределах от 400 до 650 мм. Продолжительность залегания снежного покрова составляет в среднем 135 дней.

## Население
| 2010 |
| ---- |
| 40   |

### Половой состав
По данным Всероссийской переписи населения 2010 года, в гендерной структуре населения мужчины составляли 52,5 %, женщины — соответственно 47,5 %.

### Национальный состав
Согласно результатам переписи 2002 года, в национальной структуре населения русские составляли 94 % из 35 чел.